# 75丁目-エルダーツ・レーン駅
75丁目-エルダーツ・レーン駅（75ちょうめ-エルダーツ・レーンえき、英: 75th Street-Elderts Lane）はブルックリン区とクイーンズ区境の75丁目とジャマイカ・アベニュー交差点に位置するニューヨーク市地下鉄BMTジャマイカ線の駅である。Z系統がラッシュ時混雑方向に、J系統がそれ以外の時間帯に停車し、ラッシュ時混雑方向のJ系統は通過する。

## 駅構造
| P ホーム階 | 相対式ホーム、右側のドアが開く | 相対式ホーム、右側のドアが開く |
| P ホーム階 | 南行緩行線                     | ← 朝ラッシュ：通過 ← ラッシュ時以外：ブロード・ストリート駅行き（サイプレス・ヒルズ駅） ← 朝ラッシュ：ブロード・ストリート駅行き（クレセント・ストリート駅）                                                                  |
| P ホーム階 | 中央線                         | → 未敷設 |
| P ホーム階 | 北行緩行線                     | → 夕ラッシュ：通過 → → ラッシュ時以外：ジャマイカ・センター-パーソンズ/アーチャー駅行き（85丁目-フォレスト・パークウェイ駅）→ 夕ラッシュ：ジャマイカ・センター-パーソンズ/アーチャー駅行き（ウッドヘイブン・ブールバード駅）→ |
| P ホーム階 | 相対式ホーム、右側のドアが開く | |
| M          | 改札階                         | 改札口、駅員詰所、メトロカード自動券売機 |
| G          | 地上階                         | 出入口 |

駅は1917年5月28日に開業、相対式ホーム2面2線の高架駅である。当駅はブルックリン区とクイーンズ区の境にあり、駅の南端はブルックリン区内にある。ホームには茶色い支柱に緑の屋根が両端を除く全体に設置されている。
駅のアートワークはキャサリーン・マッカーシーによるFive Points of Observationで1990年に設置され、ジャマイカ線内他4駅でも見ることができる。

### 出口
1980年代まではエルダーツ・レーン側に改札があったが1988年2月20日に閉鎖されたためエルダーツ・レーン側の出入口はなくなっている。現在開いている改札はホーム北側の1か所のみで、地上への階段は75丁目とジャマイカ・アベニュー交差点の北東と南東に通じる。